# Kloster Drumhome

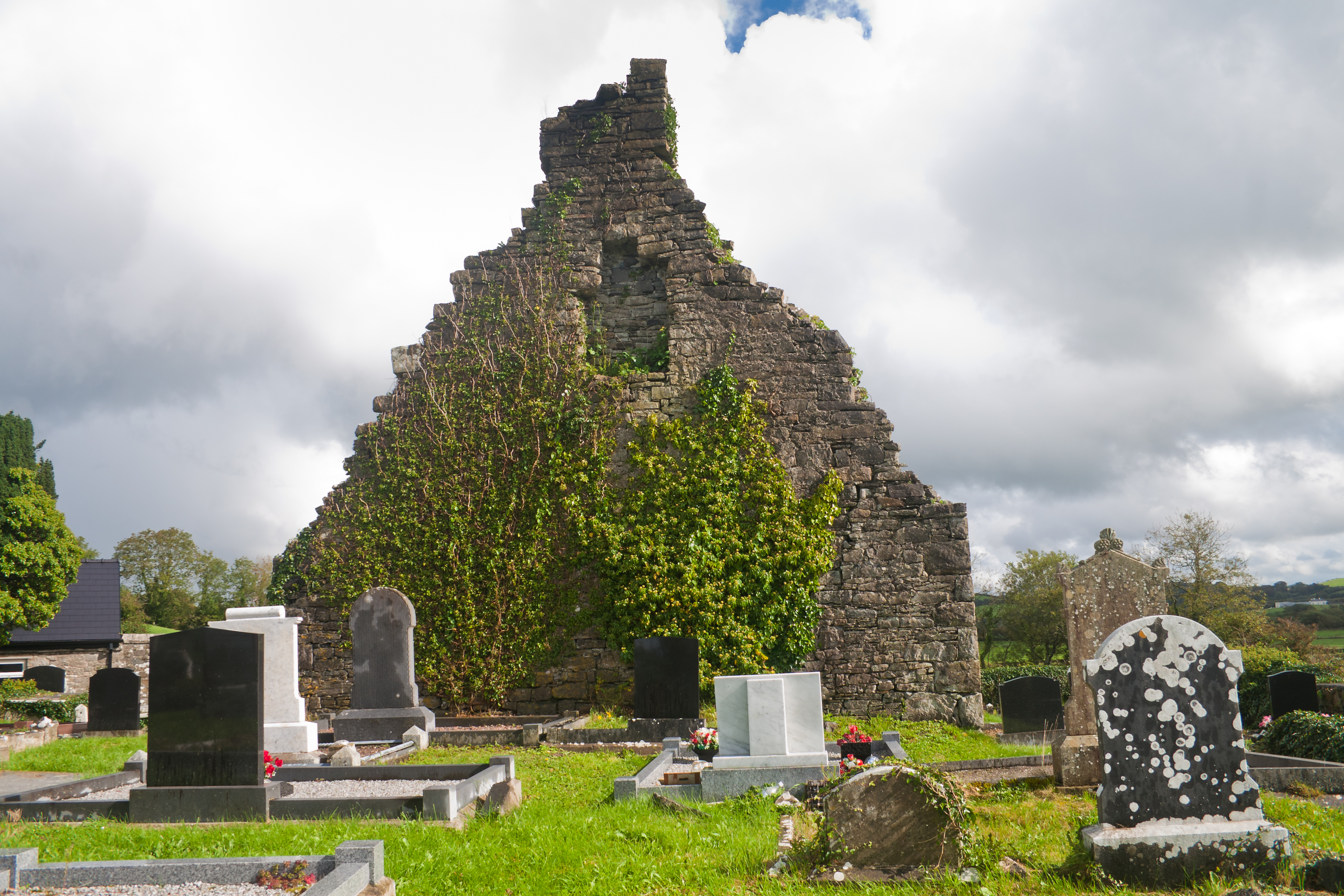
Erhaltener Westgiebel der alten Gemeindekirche an der Stätte des frühchristlichen Klosters

Das frühchristliche, zur Diözese Raphoe in Irland gehörende Kloster Drumhome (irisch Droim Thuama) steht in Verbindung mit St. Ernan, einem Schüler Columbans. Ernan starb 640 im hohen Alter als Abt des Klosters. In den Annalen von Ulster ist der Tod eines seiner Nachfolger, Cinaedh mac Domnaill, überliefert, der auch das von Columban gegründete Kloster in Derry geleitet hatte. 1197 wurde im Kloster der König von Tirconnell, Flaithbertach, bestattet. Bis um 1609 blieb das Kloster unter der Verwaltung der Familie der O'Dorrians.
Das Kloster liegt in einem kleinen Tal unweit des Donegal Bay, etwa zweieinhalb Kilometer in nordwestlicher Richtung von Ballintra entfernt. Bereits 1622 wird die Kirche als baufällig beschrieben, dem u. a. auch ein Dach fehlte. Dennoch blieb sie als Gemeindekirche bis 1795 in Nutzung, als eine neue Kirche in Ballintra errichtet wurde. Heute steht nur noch der Westgiebel. Die auf dem Bild im Giebel zu sehende Vertiefung könnte ein Fenster gewesen sein.